# Jorge Daponte
Jorge Daponte, argentinski dirkač Formule 1, * 5. junij 1923, Buenos Aires, Argentina, † 1. marec 1963, Buenos Aires, Argentina.

## Življenjepis
V svoji karieri je nastopil le na dveh dirkah v sezoni 1954 z dirkalnikom Maserati A6GCM/250F lastnega privatnega moštva, Veliki nagradi Argentine, kjer je odstopil v devetnajstem krogu zaradi okvare menjalnika, in Veliki nagradi Italije, kjer zaradi več kot desetih krogov zaostanka za zmagovalcem ni bil uvrščen. Umrl je leta 1963.

## Popolni rezultati Formule 1
(legenda) (odebeljene dirke pomenijo najboljši štartni položaj, poševne pa najhitrejši krog, †-uvrščen kljub odstopu)
| Leto | Moštvo        | Šasija              | Motor               | 1       | 2   | 3   | 4   | 5  | 6   | 7   | 8      | 9   | Prv | Toč |
| ---- | ------------- | ------------------- | ------------------- | ------- | --- | --- | --- | -- | --- | --- | ------ | --- | --- | --- |
| 1954 | Jorge Daponte | Maserati A6GCM/250F | Maserati Straight-6 | ARG Ret | 500 | BEL | FRA | VB | NEM | ŠVI | ITA NC | ŠPA | -   | 0   |